# Unidos da Vila Alice
Grêmio Recreativo Cultural Escola de Samba Unidos Vila Alice é uma escola de samba de Diadema, SP.

Foi criada em 1978 por um grupo de jovens pagodeiros que faziam parte de uma ala de uma escola de samba de São Bernardo do Campo. Logo, decidiram fundar um bloco carnavalesco em 1982. No dia 20 de maio de 1986 oficializaram a escola de samba, com a denominação atual. 
Foi vice-campeã do Grupo 1, a divisão principal, em 2011.Mas em 2012 acabou rebaixada.

## Carnavais
| Ano  | Colocação   | Grupo | Enredo                                                                            | Ref.        |
| ---- | ----------- | ----- | --------------------------------------------------------------------------------- | ----------- |
| 2005 | Vice-campeã | 1     | Em busca da Terra do Nunca                                                        | [ 4 ]       |
| 2006 | 5º lugar    | 1     | Vila Alice no País das Maravilhas                                                 | [ 1 ]       |
| 2007 | Campeã      | 2     | Fantasia e alegria nas bricadeiras de crianças                                    | [ 5 ]       |
| 2008 | 5° lugar    | 1     | Monteiro Lobato e a magia do Sítio do Picapau Amarelo                             | [ 6 ]       |
| 2009 | 4º lugar    | 1     |                                                                                   | [ 7 ]       |
| 2011 | Vice-campeã | 1     | Trabalhadores e trabalhadoras... da luta de classes a Vila Alice mostra sua face. | [ 2 ] [ 8 ] |
| 2012 | 5º lugar    | 1     |                                                                                   | [ 9 ]       |